# Chiesa di Santa Cristina (Catugnano)
La chiesa di Santa Cristina si trova a Catugnano, una frazione del comune di Montale, in provincia di Pistoia.
La piccola chiesa risale al secolo XI. Il portale, sormontato da una lunetta, ha la caratteristica di essere fuori asse rispetto alla facciata.
Nell'interno si conserva un affresco trecentesco raffigurante una Santa, e nel catino dell'abside la Madonna col Bambino e santi, tra cui la titolare, venerata nella zona il 10 maggio ed invocata come protettrice in caso di bufere.